# Ландри, Филипп
Филипп Ландри (фр. Philippe Landry) — канадский франкоязычный драматург и актёр (в основном в комическом жанре). Житель г. Оттава, Канада. Драма «Возвращение в Припять», посвящённая чернобыльскому синдрому — переживаниям бывшего ликвидатора аварии, попала в список финалистов Премии Ридо (театральной премии Национального столичного региона Канады).

## Биография
Учился на театральном факультете Оттавского университета. Уже во время учёбы играл в многочисленных постановках в кампусе, в том числе и для широкой публики.
Основное амплуа — актёр-комик. В этом качестве выступал в пьесах «Конференция птиц» (La Conférence des oiseaux), "Тюркаре (Turcaret), «Войцек» (Woyzeck), «Друзья» (Les Amis, постановка театра Comédies des Deux-Rives), «Киви» (Kiwi, постановка театра Théâtre Jeunesse en Tête), «Проиграть фарс» (Perdre la Farce), «Воины» (Les Guerriers), «Приключения Зозота» (les Z’aventures de Zozote), «Сказки Луны» (Contes de la Lune, постановка театра Théâtre de Dehors), «Лаборатория Ик Онкар» (le laboratoire Ik Onkar, постановка театра Théâtre la Catapulte). Ко многим из этих постановок также разработал звуковое сопровождение.
Также играл во франко-онтарийском телесериале «Фифти-фифти» (Moitié-Moitié) на телеканале TFO.

## «Возвращение в Припять»
Также с недавнего времени Филипп Ландри получил известность как драматург. Пьеса «Возвращение в Припять», поставленная труппой Théâtre de Dehors в рамках оттавского Фестиваля неформатного искусства (Festival Fringe) в 2011 гг., попала в номинацию «Достижение года» на Премию Ридо 2012 г., а позднее была представлена на франко-онтарийском театральном фестивале «Живые листья» (Les Feuilles Vives). Пьеса, посвящённая психологической травме бывшего ликвидатора Чернобыльской аварии, принесла ему известность и на Украине.
В настоящее время Филипп пишет вторую редакцию «Возвращения в Припять» с участием квебекского драматурга Мишеля Уэллета (fr:Michel Ouellette).